# Codex de Balthasar Behem

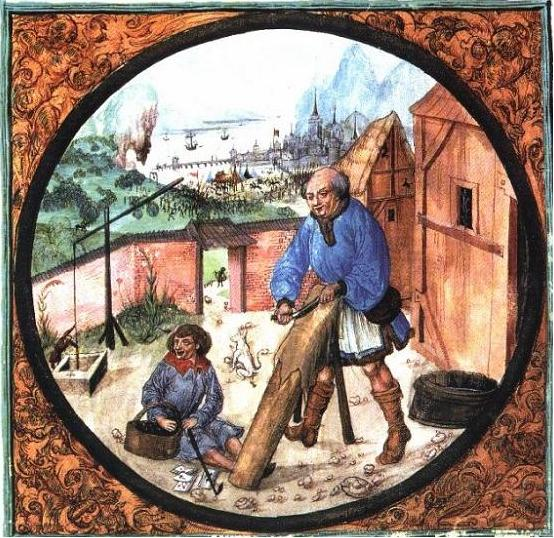
Tanneur par Balthasar Behem

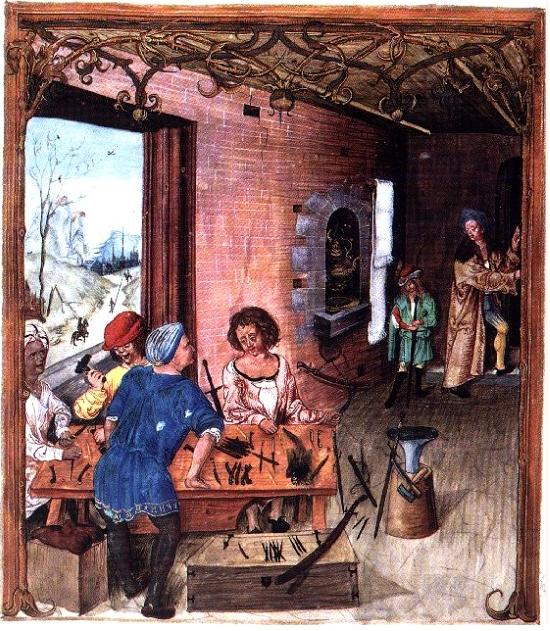
Ferronniers par Balthasar Behem

Le Codex de Balthasar Behem est un recueil de manuscrit réalisé par Balthasar Behem lui-même en 1505.
Il en rédigea les écrits lui-même. Il recopia les privilèges, les droits et les statuts des différents corps de métiers et corporations de la ville de Cracovie. Il mit en ordre l'ensemble des acteurs et des professions qui organisaient la gestion et le fonctionnement de la vie municipale à Cracovie au cours des siècles.
Enfin Balthasar Behem exécuta lui-même l'iconographie, les enluminures des initiales et les différentes rubriques.
Sa mort l'empêcha de terminer son œuvre qui fut continuée par des copistes les siècles suivants.
Son codex est entreposé dans les archives de la bibliothèque Jagellonne de Cracovie.

## Description du Codex
Le codex contient 10 chapitres dont les huit premiers sont contemporains de l'auteur.
- Les listes des conseillers et des doyens de la ville de Cracovie
- La lettre de Balthasar Behem au Conseil municipal de Cracovie
- Les copies des privilèges et des documents délivrés à la ville de Cracovie entre 1257 et 1487
- La biographie du roi Jean Ier Albert Jagellon et les copies de ses privilèges des années 1492-1501
- Les copies des privilèges des rois Alexandre Ier Jagellon et l'ajout posthume de ceux de Jean III Sobieski
- Les serments des conseillers et des échevins
- Les lois municipales
- Les lois des corps de métiers de Cracovie

Le codex fut complété après sa mort par des copistes qui ajoutèrent les siècles suivants :
- Les hommages et serments de fidélité des XVIIe et XVIIIe siècles
- Les privilèges concernant Cracovie des années 1789 - 1825.